# Beleg van Atuatuca
Het Beleg van Atuatuca was een onderdeel van de Gallische Oorlog. Deze werd gevochten tussen de Romeinse Republiek onder leiding van Julius Caesar en de Gallische stam van de Atuatuci.

## Achtergrond
De Atuatuci hadden de Nerviërs hulp willen bieden bij de Slag aan de Sabis, maar ze hadden dit uiteindelijk niet gedaan, en ze waren terug naar huis gegaan toen de gevechten begonnen waren. Toch viel Caesar hun hoofdstad aan.

## De belegering
Vlak na de aankomst van het Romeinse leger deden de Atuatuci herhaaldelijk uitvallen vanuit hun versterkte stad. Hierna bouwde Caesar een belegeringsmuur van 5 km rondom de stad. Hierdoor durfden de Atuatuci geen uitvallen meer te doen. Hierna begon Caesar met het bouwen van schutdaken en een belegeringstoren. Aangezien de 'barbaren' dit nog nooit eerder hadden gezien, waren ze hier niet bang voor: "hoe kan een toren die stilstaat nu een bedreiging vormen voor een versterkte stad?", dachten ze. Maar toen zagen ze dat de toren bewoog en op de muur afkwam, raakten ze onthutst door die nieuwe, ongewone aanblik en ze zonden gezanten naar Caesar om over vrede te onderhandelen. Ze zeiden ongeveer het volgende:

De Romeinen moeten wel beschikken over goddelijke hulp bij het oorlogvoeren. Dat zij zulke grote torens zo snel konden verplaatsen!

Ze wilden zich overgeven aan de Romeinen. Ze hadden maar één vraag: of ze hun wapens mochten houden, ze zouden zich anders niet kunnen verdedigen tegen de vijandelijke buurstammen. "Ze wilden liever alles van de Romeinen ondergaan, dan een folterdood sterven door toedoen van mensen waarover ze altijd de baas waren geweest!" Caesar antwoordde hierop dat hij de stad zou sparen. Ze moesten zich dan wel overgeven voordat de stormram de muur raakte. Maar overgave was absoluut onmogelijk zonder de inlevering van hun wapens. Hij zou hetzelfde doen als bij de Nerviërs: de buurstammen verbieden zich te misdragen tegen degenen die zich hadden overgegeven aan de Romeinen. De gezanten brachten dit over naar de inwoners van de stad, een hele massa wapens werd over de stadsmuren gegooid. De stapels kwamen bijna even hoog als de muur zelf. 
De Atuatuci hadden echter een derde deel van hun wapens achtergehouden voor de Romeinen. Tegen de avond beval Caesar dat de stadspoorten dicht moesten en dat de Romeinse soldaten in hun legerkamp moesten blijven, ze mochten zich niet misdragen tegen de inwoners van de stad. Deze inwoners hadden echter al een plan beraamd. Ze wisten dat als de overgave een feit was, de wacht op de muren zou verzwakken. Ze hadden de verborgen wapens genomen en in allerijl nieuwe schilden gemaakt. Tijdens de derde wacht vielen ze aan op het zwakst verdedigde punt met al hun troepen. De Romeinen konden echter snel een signaal geven, zoals Caesar had bevolen, hierop kwamen alle soldaten om hulp te bieden. De Galliërs vochten fel, maar ze hadden het terrein tegen en stonden tegenover soldaten die vanaf de wal of torens projectielen konden gooien. Ongeveer 4000 mannen werden gedood, de rest werd terug de stad ingedreven. De volgende dag liet Caesar alle inwoners van de stad als slaven verkopen. Het ging om 53.000 mensen.

## Nasleep
In diezelfde tijd kreeg Caesar ook het bericht van Publius Licinius Crassus, die hij ondertussen naar de zuidwestkust van Gallië had gestuurd, dat deze plaatsen ook onder Romeins gezag waren gebracht. De oorlog maakte op de 'barbaren' zoveel indruk dat zelfs de stammen aan de andere kant van de Rijn gezanten naar Caesar stuurden, om over hun overgave te onderhandelen. Maar Caesar wilde zo snel mogelijk terugkeren naar Italië en Illyrië. Hij zond de legioenen terug naar hun winterkwartieren. Hierna keerde hij terug naar Italië. Ter ere van zijn overwinningen werd er een dankfeest gehouden voor Caesar van 15 dagen.